# Бремер (река)
Бремер (англ. Bremer River) — река в Южной Австралии, протекающая по Аделаидским холмам. Впадает в озеро Алегзандрина. Входит в бассейн Муррей-Дарлинг.

## География
Бремер берёт своё начало на восточных склонах хребта Маунт-Лофти на высоте 431 м над уровнем моря к югу от Маунт-Торренс и течёт в основном на юг. В неё впадают ручьи Маунт-Баркер-Крик и Доусли-Крик. Впадает в озеро Алегзандрина в низовье бассейна Муррей—Дарлинг на высоте 1 м над уровнем моря. Длина русла — 88 км
На реке расположены города Харрогит, Каллингтон и Лангхорн-Крик, воды реки используются для орошения местных виноградников.

## История
Одно известное название реки у коренных племён местности — Миочи. 31 декабря 1837 года первый европейский исследователь, Роберт Кок, назвал её рекой Хайндмарш в знак уважения к первому губернатору Джону Хайндмаршу. Это привело к тому, что 26 июня 1839 года второй губернатор Джордж Гоулер дал в «Южно-австралийской газете» следующее заявление: «Его Превосходительство губернатор заметил, что к югу от Аделаиды есть две реки, называемые Хайндмарш — одна впадает в залив Энкантер, а другая — в озеро Алегзандрина — с удовольствием указывает, что последняя река в будущем будет названа „Бремер“ на общественных картах, чтобы избежать путаницы в географическом описании провинции».
Река стала называться в честь офицера британского Королевского флота сэра Джеймса Гордона Бремера, который командовал HMS Alligator, доставившим Хайндмарша обратно в Англию.